# Tyge Rothe Stampe
Tyge Rothe Stampe (født 29. juni 1793 på Nebøllegård, Nørre Kirkeby Sogn, død 5. august 1878 i Haderslev) var en dansk diplomat og proprietær, bror til Ole Henrik Stampe og Henrik Stampe.
Han var søn af sekretær, senere ejer af Skørringe, kammerherre Carl Adolph Stampe og Caroline født Rothe og blev student 1812 fra Nykøbing. 1817 blev han cand.jur., 1819 kancellist i Departementet for de udenlandske Sager, 1822 legationssekretær, fik 1825 afsked for atter at indtræde i Departementet og udnævnt til 2. kancellist, 1832 arkivar i Departementet, samme år legationsråd, 7. september 1833 Ridder af Dannebrog og 1843 gehejmelegationsråd. Efter enevældens afskaffelse blev Stampe 1848 bureauchef i Udenrigsministeriet, 14. juli 1850 Dannebrogsmand og 1856 departementssekretær og bureauchef i 1. departement. 1860 fik Stampe afsked og blev udnævnt til konferensråd.
Stampe var ejer af gården Valdemarskilde indtil 1876.
Stampe blev gift første gang 2. december 1825 med Vilhelmine Matsen (7. juli 1797 i Hamborg - 23. december 1826
i København), datter af købmand Vincent Matsen og Catharina Justina Schroedter. Han giftede sig anden gang den 14. september 1832 i København med sin kusine Anna Rosine Rothe (7. januar 1813 i Rønne - 24. marts 1872 i København), datter af kontreadmiral Carl Adolph Rothe.